# Andeocalynda lojaense
Andeocalynda lojaense is een insect uit de orde Phasmatodea en de  familie Diapheromeridae. De wetenschappelijke naam van deze soort werd voor het eerst geldig gepubliceerd in 2020 door Hennemann en Conle.